# Bloomer (Wisconsin)
Bloomer – miasto w Stanach Zjednoczonych, w stanie Wisconsin, w hrabstwie Chippewa.